# Avatar (film 1916)
Avatar – włoski film z 1916 roku w reżyserii Carmine Gallonego.